# Taxistas
Taxistas är en ort i Mexiko.   Den ligger i kommunen Mineral de la Reforma och delstaten Hidalgo, i den sydöstra delen av landet, 90 km nordost om huvudstaden Mexico City. Taxistas ligger 2 426 meter över havet och antalet invånare är 491.
Terrängen runt Taxistas är kuperad åt nordost, men åt sydväst är den platt. Runt Taxistas är det mycket tätbefolkat, med 1 135 invånare per kvadratkilometer. Närmaste större samhälle är Pachuca de Soto, 3,7 km nordväst om Taxistas. Omgivningarna runt Taxistas är i huvudsak ett öppet busklandskap.